# Farsinella uvarovi
Farsinella uvarovi är en insektsart som beskrevs av Bei-bienko 1948. Farsinella uvarovi ingår i släktet Farsinella och familjen Dericorythidae. Inga underarter finns listade i Catalogue of Life.